# Списак беспилотних летелица
Следи списак беспилотних летелица коју су развили и користе различите државе у свету.

## Аргентина
- [1] Пољопривредна и цивилна намена
- [2]
- [2]
- [2]
- (2006)
- [3], извиђачка:
  -  - извиђачка (2007)
  -  - извиђачка (у развоју)
- - извиђачка (2007)
- - борбена (2009)

## Јерменија
- Крунк[4]

## Аустралија
- - метеоролошка[2]
- [2]
- [2]
- [2]
- [5]
- [5]
- [5]
- [5]
- [2]
- [2]
- [2]
- [2]
- [2]
- [2]
- [2]
- [2]
- [2]
- [2]
- [2]
- [2]
- [2]
- [2]

## Аустрија
- Шибел Камкоптер S-100, извиђачка

## Белгија
- (1969)
- (2002)

## Бразил
- (2009)
- [6]

## Бугарска
- (2006)

## Канада
- , извиђање (2009)[7]
- , извиђање (1964) - заједнички пројекат са УК, касније и са Западном Немачком
- , извиђање (1990)
- , извиђање (1977)
- , извиђање (1996)
- , извиђање (2009)[8]
- , извиђање (2010)
- , извиђање (2012)
- , (2011)[9]
- , надгледање (2009)
- , надгледање (2009)[10]
- , надгледање (2009)[11]
- , надгледање (2010)[12]
- , извиђање[13]
- (2004)
- (2000)
- (2000)

## Чиле
- , извиђање и истраживање (2007)[14]
- , извиђање и метеоролошко истраживање (2008)[15]
- , извиђање и снимање (2010)[16]

## НР Кина
- , војно извиђање (2009)
- извиђање UAV
- , извиђање (1966)
- (1981)
- , извиђање (2003)

## Чешка република
- Sojka III
- HAES Scanner, short-range civilian surveillance (2005)
- HAES 90 Electric Ray, short-range извиђање (2012)
- HAES 400, small aerial target (2009)[17]
- HAES 700, under development (2012)

## Финска
- MASS Mini-UAV, извиђање[18]

## Француска
- , извиђање
- , истраживање (2000)
- , истраживање (2001)
- БПЛ неурон, борбена
- , извиђање (2004)
- , извиђање (2008)[19]
- , (2008)[20]
- , извиђање (2006)

## Немачка
- Drohne CL 289
- EADS Barracuda, у сарадњи са Шпанијом
- EMT Aladin, извиђање
- EMT Fancopter, извиђање
- EMT Luna, извиђање
- EMT X-13
- EuroHawk, извиђање (развијен у кооперацији са САД)
- MIKADO
- AiDrones AiD-H14, industrial helicopter UAV[21]
- AiDrones AiD-H25, industrial helicopter UAV[22]
- AiDrones AiD-H40, industrial helicopter UAV[22]
- OFFIS Guard, извиђање и истраживање[23]
- Rheinmetall KZO, извиђање
- Rheinmetall Carola P70
- Rheinmetall Carola T140
- Rheinmetall Taifun
- microdrones md4-200
- microdrones md4-1000
- SIRIUS UAS (MAVinci)[24]

## Грчка
- HAI Pegasus, извиђање (1982)
- HAI Pegasus II, извиђање (2005)
- EADS 3 Sigma Nearchos, извиђање (1996)
- EADS 3 Sigma Iris
- EADS 3 Sigma Alkyon
- EADS 3 Sigma Perseas
- BSK Defense Erevos, MALE извиђање UAV (under development)
- BSK Defense Phaethon J, tactical извиђање UAV
- BSK Defense Phaethon G, tactical извиђање UAV (under development)
- BSK Defense Kyon, mini извиђање UAV
- BSK Defense Ideon, mini извиђање UAV

## Индија
- DRDO AURA is a stealthy unmanned combat air vehicle
- DRDO Nishant
- DRDO Netra
- DRDO Rustom
- Lakshya PTA
- Gagan UAV HAL/DRDO Tactical UAV[25]
- Ulka
- Fluffy
- Pawan UAV
- Kapothaka

## Индонезија
- PUNA (Pesawat Udara Nir-Awak, Made by BPP Teknologi)

## Међународна
- EADS Баракуда (Немачка/Шпанија)
- Dassault nEUROn (Француска/Шведска)

## Израел
- IMI Mastiff
- Top I Vision Casper 250
- Top I Vision Aerostat
- Silver Arrow Micro-V
- Silver Arrow Sniper
- IAI Skylark - Canister Launched mini-UAV system
- IAI Scout
- IAI Searcher
- IAI General
- IAI Harpy
- IAI Harop
- IAI I-View
- IAI Ranger (with Switzerland)
- IAI Heron
- IAI Eitan
- IAI RQ-2 Pioneer (with the USA)
- IAI Hunter (with the USA)
- IAI Bird-Eye
- Elbit Skylark
- Elbit Hermes 90
- Elbit Hermes 180
- Elbit Hermes 450
- Elbit Hermes 900
- Elbit Hermes 1500
- Innocon Micro Falcon
- Innocon Mini Falcon I
- Innocon Mini Falcon II
- Innocon Falcon Eye
- Aeronautics Dominator
- Aeronautics Orbiter
- Aeronautics Aerostar
- Aeronautics Aerolight
- EMIT Blue Horizon 2
- EMIT Sparrow
- EMIT Butterfly

## Иран
- Nazir
- Raad
- Ababil
- Karrar (Long Range Attack Drone)
- Mohajer 1
- Mohajer 2
- Mohajer 3
- Mohajer 4
- Saeghe
- Zohal
- Hod Hod
- Sabokbal
- Talash
- Sofreh Mahi (Stealth UCAV)

## Италија
- Meteor, now SELEX Galileo Avionica Mirach series (Mirach 26, Mirach 150), target drone and извиђање variants
- SELEX Galileo Avionica NIBBIO, tactical извиђање
- SELEX Galileo Avionica FALCO, извиђање
- Alenia Aeronautica Sky-x, research UCAV (2005)
- Alenia Aeronautica Sky-y, research-извиђање MALE (2007)
- Alenia Aeronautica Molynx/Black Lynx, извиђање HALE (in development)
- NIMBUS Srl EosXi, Unmanned Aerial Vehicle in metaplane configuration

## Јапан
- Fuji TACOM, извиђање
- Fuji FFOS, observation
- Fuji J/AQM-1, target
- Fuji RPH-2, industrial
- Kawasaki KAQ-1, target
- Yamaha R-50, industrial
- Yamaha R-MAX, industrial

## Јордан
- Jordan Falcon
- I-wing
- Jordan Arrow
- Silent Eye

## Либан
- Mirsad-1, извиђање, possible weapon (2004)

## Литванија
- UAVFACTORY Penguin B, dual purprose (civil/military), fixed wing UAV system (2010)
- UAVFACTORY Varna UAV, извиђање electric flying wing unmanned system (under development)

## Малезија
- Eagle ARV System

## Мексико
- S4 Ehécatl by Hydra Technologies
- E1 Gavilán by Hydra Technologies

## Холандија
- Higheye HE60, Cam helicopter[26]
- Higheye automatic camera helicopters[27]
- Verhagen X2[28]
- Geocopter B.V.[29]

## Нови Зеланд
- KAHU-HAWK[30]
- RQ-84 AreoHawk[31]

## Пакистан
- Ababeel (Small Scale Target Drone), developed by PAC[потребна одредница][32]
- Baaz UAV (Large Scale Target Drone), developed by PAC[потребна одредница][32]
- Border Eagle (Surveillance Drone),developed by Integrated Dynamics.[33]
- Burraq (Combat drone under developement by NESCOM).[34]
- Explorer UAV (Civilian UAV), developed by Integrated Dynamics.[35]
- Firefly UAV (Rocket Propelled UAV), under developement by Integrated Dynamics.[36]
- Hawk MK-V UAV, developed by Integrated Dynamics.[37][36]
- Hornet UAV (Surveillance Drone), developed by Integrated Dynamics.[38]
- Vision MK-I (Surveillance Drone), developed by Integrated Dynamics.[39]
- Vision MK-II (Larger version of MK-I), developed by Integrated Dynamics.[40]
- Vector UAV (Surveillance Drone), developed by Integrated Dynamics.[41]
- Jasoos (извиђање Drone), developed by SATUMA.[42]
- Jasoos II (Bravo +), (Tactical Range извиђање), developed by SATUMA.[42]
- Mukhbaar (Short Range извиђање Drone), developed by SATUMA.[43]
- Nishan MK-II (High Speed Target Drone), developed by Integrated Dynamics.[44]
- Nishan TJ-1000 (Jet Powered Target Drone), developed by Integrated Dynamics.[45]
- Rover UAV (Civilian Scientific Data Gatherer), developed by Integrated Dynamics.[46]
- Shadow MK-II (Surveillance Drone), developed by Integrated Dynamics.[47]
- Tornado UAV (Decoy UAV), developed by Integrated Dynamics.[48]
- Uqab UAV (извиђање у реалном времену), developed by ACES[потребна одредница].[49][50]
- Uqab-II (Naval Variant of the Uqab), Pakistan Navy has inducted first squadron.[51]
- Falco UAV (Version of Italian drone built by PAC[потребна одредница] under licence.)[52]
- Flamingo UAV (Medium Range UAV), Reconnaissance Drone built by SATUMA.[53]
- Stingray UAV (Mini UAV), developed by SATUMA.[54]
- HST UAV (Half Scale Trainer UAV), developed by SATUMA.[55]
- FST UAV (Full Scale Trainer UAV), developed by SATUMA.[56]
- Tunder SR (Short Range Target Drone), developed by SATUMA.[57]
- Tunder LR (Long Range Target Drone), developed by SATUMA.[58]
- Shooting Star UAV (High Speed Target Drone), developed by SATUMA.[59]
- HUMA I (Remote Sensing), developed by Integrated Defence Systems.[60]
- Ababeel III (Target Drone),developed by Albadeey Technologies.[61]
- Aerobot (Various research purposes, developed by Pakistan Aerospace.[62]
- Mini Electric UAV (Silent UAV), developed by Technocrafts.[63]
- Bazz UAV (Target Drone), developed by Technocrafts.[64]
- Jumbo Bazz (Larger Version of Bazz), developed by Technocrafts.[65]

## Перу
- CEDEP-1

## Филипини
- TUAV Assunta (Tactical Unmanned Aerial Vehicle)[66][67]

## Пољска
- Pteryx UAV[68]
- HOB-bit[69]
- SKNL PRz PR-1 Szpion
- SKNL PRz PR-2 Gacek
- SKNL PRz PR-4 (SAE lifter)
- SKNL PRz PR5 Wiewiór
- SKNL PRz PR5 Wiewiór plus - (Studenckie Koło Naukowe Lotników, Politechnika Rzeszowska - SKNL PRz)[70]
- UAV FlyEye[71]
- UAV Tarkus[72]

## Румунија
- IAR-T - research, target and surveillance (1997)[73]
- Argus S - surveillance (2005)[74]
- Argus XL - извиђање (2007)[75]

## Србија
- IBL-2000
- БПЛ Гавран, мини БПЛ
- Medium UAV
- Nikola Tesla-150 - енгл. [76]
- БПЛ Врабац
- БПЛ Пегаз 011[77]

## Сингапур
- ST Aero FanTail
- ST Aero Skyblade
- ST Aero MAV-1
- ST Aero LALEE
- ST Aero Phantom Eye

## Словенија
- C-Astral Bramor[78]

## Јужноафричка Република
- Denel Dynamics Seeker - тактичко извиђање (a light air to ground missile is under develoment for it)
- Denel Dynamics Skua - Target drone
- ATE Vulture - Artillery spotting/targeting UAV
- Denel Dynamics Bateleur - MALE извиђање/elint UAV

## Јужна Кореја
- Korea Aerospace (KAI) Night Intruder NI-100N or DUV-4, medium-range tactical извиђање[тражи се извор]
- Korea Aerospace RQ-101, short-range tactical извиђање
- Korean Air Aerospace KUS-9, medium-range tactical извиђање

## СССР/Русија
- Yak Voron "raven“ UCAV for long range, high speed strike capability[79]
- Yak Klest извиђачка БПЛ to replace the Russian armed forces' Pchela-1s.
- Yak Proryv-R Heavy weight MTOW (UAV)
- Lavochkin La-17, target и извиђачка (1953)
- Tupolev Tu-123, извиђачка (1964)
- Tupolev Tu-141, извиђачка (mid-1970s)
- Tupolev Tu-143, извиђачка (1970s onward)
- Yakovlev Pchela, извиђачка
- Kamov Ka-137, извиђачка helicopter 1998
- ZALA 421-08, most popular Russian UAV извиђачка plane 2007
- ZALA 421-06, извиђачки хеликоптер 2008
- ZALA 421-12, извиђачка plane 2008
- Dozor 600, извиђачка-attack aircraft late 2010[80][81][82]
- Dozor-100, intelligence, surveillance, извиђање unmanned aircraft system 2009[83]
- Dozor-50, Intelligence, surveillance 2007[84]
- Dozor-85, Aerial mapping, border patrol, surveillance[85]
- Dozor-3, Heavy UAV for military извиђање and strike capability 2009[86]
- Kamov MBVK-137, Multipurpose Unmanned Helicopter complex[87]
- PUSTELGA, Mobile complexes (MC) based on autonomously piloted flying microvehicles (FMV)[88]
- REIS-D, тактичко извиђачка, у употреби од 2000.[89]
- RPV PCHELA-1T, извиђачка, у употреби од 2000.[90]
- Aist ("Stork"), вишенаменска (БПЛ) за извиђање, surveillance, Target designation for Iskander rocket system, Aerial surveillance equipment, electronic warfare devices. 2009[91]
- Yak ALBATROS-EXPERT vertical start and landing remote-piloted vehicle (RPV) intended for television (infra-red vision) air извиђање of the underlying surface in the day-time and at night, EXPERT is the integrated system comprising three RPV, ground control station, launcher and servicing equipment.[92]
- MiG Skat извиђачко-attack-stealth 2015
- Sukhoi Zond-1 (UAV) AWACS station for intelligence, surveillance and interception[93]
- Sukhoi Zond-2 (UAV) Electro-optical and infrared sensors and a synthetic aperture radar for Intelligence, surveillance
- Sukhoi Zond-3 Small (UAV) for извиђање.

## Шпанија
- Aerovision Fulmar[94]
- SIVA (Artillery Observer Plane)[95]
- HADA (INTA)
- ATMOS-2 (INDRA)
- EADS Barracuda (with Germany)
- MANTIS (INDRA)
- INTA ALO
- PELICANO (INDRA)
- SCRAB II (Twin Turbine Target Drone) https://web.archive.org/web/20130205090958/http://www.scrtargets.es/producto1.html. Архивирано из оригинала 05. 02. 2013. г. Недостаје или је празан параметар |title= (помоћ)
- SCRAB I (High Portable Turbine Target Drone) https://web.archive.org/web/20130205091001/http://www.scrtargets.es/producto2.html. Архивирано из оригинала 05. 02. 2013. г. Недостаје или је празан параметар |title= (помоћ)
- ALBA (Light and Portable Target Drone) https://web.archive.org/web/20130205090951/http://www.scrtargets.es/producto3.html. Архивирано из оригинала 05. 02. 2013. г. Недостаје или је празан параметар |title= (помоћ)
- ATL[потребна одредница] (Low Cost Target Drone) https://web.archive.org/web/20130205090955/http://www.scrtargets.es/producto4.html. Архивирано из оригинала 05. 02. 2013. г. Недостаје или је празан параметар |title= (помоћ)

## Швајцарска
- Aeroscout Scout B1-100
- RUAG Ranger
- swinglet CAM by senseFly
- Swiss UAV NEO S-300

## Шведска
- SHARC
- Saab Skeldar
- Saab FILUR Flying Innovative Low-observable Unmanned Research air vehicle
- CybAero APID 55

## Тајван
- Chung Shyang II UAV[96]

## Турска
- TAI Anka-A (MALE) UAV
- TAI Anka-B (MALE) UCAV
- Bayraktar Mini UAV (извиђање)
- PelikanTAI
- Martı TAI
- VESTEL Arı
- VESTEL Efe
- VESTEL Ege
- Globiha Mini UAV
- Atlantis AeroSeeker405[97]

## Тајланд
- IAI Searcher (with Israel)
- Eagle ARV System

## Уједињени Арапски Емирати
- Adcom Military Industries Yabhon[2]
  - Yabhon RX-6
  - Yabhon RX-18

## Уједињено Краљевство
- Airspeed Queen Wasp (1936)
- BAE Ampersand, извиђачка (2008)
- BAE Corax, истраживачка (2004)
- BAE Fury, извиђачка/attack (2008)
- BAE HERTI, извиђачка (2004)
- BAE Mantis, истраживачка, (planned)
- BAE Skylynx II, извиђачка (2006)
- BAE Taranis, истраживачка (planned)
- BAE Systems Demon, based on a BAE Eclipse drone
- BAE Systems Phoenix, извиђачка (1986)
- Novel Air Concept, истраживачка, (under construction)
- LARYNX (1927–1929) - guided anti-ship weapon
- Fairey Queen (1930s) - gunnery target
- de Havilland Queen Bee (1930s) - gunnery target
- Miles Queen Martinet (1940s)
- ML Aviation Pilotless Target (1950s) - to MoS specification U120D[98]
- UB.109T (1950s) - project for long range unpiloted bomb
- Ferranti Phoenix, извиђање (1980s, but never entered service). An example is on display at the National Museum of Flight, East Fortune, Scotland.
- ML Aviation Sprite (1981) - "Surveillance Patrol извиђање Intelligence Target Designation Electronic Warfare "
- Meggitt Banshee, formerly Target Technology Ltd Banshee - target drone, and извиђање (1984)
- UTSL, MSAT-500 NG, drone for range practise, missile and gunnery. In service.(1995)
- Thales Watchkeeper WK450, извиђачка (2005)
- Barnard Microsystems InView Unmanned Aircraft System for use in scientific, commercial and state applications (2010)
- Flyper, research (2010)
- QinetiQ Mercator, research (in development)
- QinetiQ Zephyr, high-altitude long-endurance (in development)
- Short Skyspy - ducted fan[97]
- UnKnown Aerospace Cygnet, логистичка (in development)

## САД
- Hewitt-Sperry Automatic Airplane, weapon (1916)
- Kettering Bug, weapon (1918)
- OQ-2/TDD-1 Radioplane, target (1939)
- Ryan A/BQM-34 series Firebee I and II, target (1951)
- North American X-10, research (1953)
- Northrop GAM-67 Crossbow, multi-role (1956)
- Northrop AQM-35, target (1956)
- McDonnell ADM-20 Quail, decoy (1958)
- Beech MQM-61A Cardinal, target (1959)
- Gyrodyne QH-50, research (1960)
- Beech AQM-37 Jayhawk, target (1961)
- QH-50 DASH, attack (torpedo launch)
- Ryan Model 147/AQM-34 series Fire Fly and Lightning Bug, извиђање (1962)
- Northrop M/BQM-74A Chukar, target, decoy (1964)
- Lockheed D-21, извиђање (1964)
- Ryan AQM-91 Firefly, извиђање (1968)
- BQM-90, target (1970)
- Boeing YQM-94A Compass Cope B, извиђање (1973)
- BAE Systems SkyEye (with the United Kingdom), извиђање (1973)
- Ryan YQM-98A Compass Cope R, извиђање (1974)
- Ryan AQM-81A Firebolt, target (1983)
- BAI BQM-147 Dragon Drone, извиђање (1986)
- RQ-2 Pioneer, извиђање (1986)
- General Atomics GNAT-750, извиђање (1989)
- Sikorsky Cypher, research, (1992)
- Teledyne Ryan BQM-145 Peregrine, извиђање, (1992)
- RQ-1/MQ-1 Predator, извиђање, combat (1995)
- RQ-3 Dark Star, research (1996)
- RQ-6 Outrider, извиђање (1996)
- Bell Eagle Eye, tiltrotor извиђање (1998)
- IAI RQ-5 Hunter, извиђање (1999)
- AAI RQ-7 Shadow, извиђање (1999)
- MQ-8 Fire Scout, извиђање (2000)
- RQ-4 Global Hawk, извиђање (2001)
- AeroVironment Wasp III, извиђање (2001)
- MQ-9 Reaper, извиђање, air attack (2006)
- Desert Hawk, извиђање (2001)
- AeroVironment Dragon Eye RQ-14, извиђање (2002)
- Boeing X-45, research (2002)
- RQ-15 Neptune, naval извиђање (2002)
- X-47 Pegasus, research (2003)
- Boeing X-50, research (2003)
- Boeing X-46, research (2003)
- ScanEagle, извиђање (2004)
- Systems Integration Evaluation Remote Research Aircraft (SIERRA), research (2009)
- Boeing A160 Hummingbird, research (2005)
- AeroVironment Raven RQ-11, извиђање (2005)
- CQ-10 Snowgoose, cargo (2005)
- Lockheed P-175 Polecat, research (2006)
- RQ-16 T-Hawk, извиђање (2006)
- Boeing Dominator, experimental (2007) -Persistent Munition Technology Demonstrator-
- Composite Engineering BQM-167 Streaker, in development (2006)[99]
- Propulsive Wing, high lift, large cargo-carrying, cross-flow fan propulsion (2008)
- MQ-1C Warrior, air attack (2009)
- General Atomics Avenger, извиђање, attack (2009)
- RQ-170 Sentinel, извиђање (2009)
- Arcturus-UAV T-20, извиђање, attack (2009)
- Boeing Phantom Eye, извиђање (2011)
- Nano Hummingbird, surveillance and извиђање (2011)
- NASA Mini-Sniffer, research (1975 to 1982)
- General Atomics ALTUS, research (1996)
- NASA Advanced Soaring Concepts Apex research (cancelled before first flight, 1999)
- NASA Helios and Pathfinder, research (2001)
- Octatron SkySeer
- Switchblade (aircraft) (proposed)
- Aquila experimental Lockheed UAV, early 1980s
- Sadler Vampire UAV18-50, late 1980s Predator precursor
- Trek Aerospace Dragonfly
- Phantom Sentinel
- Insitu Aerosonde
- Vulture (UAV), Under development
- Global Observer Under development
- Boeing HALE Under development
- Gyrodyne QH-50 DASH or Drone Anti-Submarine Helicopter[100]
- Arcturus-UAV T-15[101]
- Arcturus-UAV T-16[101]
- Arcturus-UAV T-20[101]
- Imaging 1's micro UAV[102]
- ATAIR LEAPP[103]
- ATAIR Micro LEAPP[104]
- ATAIR Insect
- Vector P[105]
- Marcus UAV- Devil Ray UAV[106]
- NASA Hyper III

## Вијетнам
- БПЛ M-400 експериментална извиђачка БПЛ